# Andrej Andreevič Markov (1903-1979)
Andrej Andreevič Markov (in russo Андрей Андреевич Марков?; San Pietroburgo, 22 settembre 1903 – Mosca, 11 ottobre 1979) è stato un matematico sovietico, esperto di logica e noto per i suoi contributi alla teoria degli algoritmi. In suo onore prende il nome l'algoritmo di Markov.
Era figlio dell'omonimo Andrej Andreevič Markov, anch'egli matematico.